# الحمراء (تبن)

تعديل مصدري - تعديل

الحمراء هي إحدى قرى عزلة الحوطة بمديرية تبن التابعة لمحافظة لحج، بلغ تعداد سكانها 2438 نسمة حسب تعداد اليمن لعام 2004.